# Araucarioxylon arizonicum
Araucarioxylon arizonicum es una especie de conífera descrita a partir de sus restos fósiles en la Chinle Formation de Arizona y Nuevo México, Estados Unidos. Datados en el periodo Triásico tardío (208 a 230 millones de años) los grandes troncos fosilizados de esta especie, que podía alcanzar los 60 metros de altura y un máximo de 3 metros de diámetro, son ampliamente conocidos por su presencia en el Parque nacional del Bosque Petrificado. La especie presenta un crecimiento monopodial con ramificaciones laterales insertadas entre 30° y 40° y una raíz principal de gran grosor. Se desconoce la morfología de sus estructuras reproductivas y hojas. A pesar de poseer un gran registro fósil y de ser conocida desde finales del siglo XIX la posición taxonómica de esta especie, e incluso la validez de su género ha sido cuestionada tras investigaciones recientes.

## Descripción
Araucarioxylon arizonicum fue descrita como especie en 1888 a partir de tres fragmentos de fuste que se conservaban en el U.S. National Museum procedentes de Fort Wingate donde se encuentran con frecuencia. Las secciones de tronco de A. arizonicum debido al proceso de fosilización aparecen en ocasiones vivamente coloreadas o con inclusiones de cristal. 
Según la descripción original en las secciones de tronco pueden observarse unos anillos de crecimiento muy tenues con etapas de crecimiento activo diferenciadas de otras de reposo mediante capas de hasta cuatro células de grosor muy comprimidas y oscuras. El sistema conductor se observaba formado por traqueidas de paredes delgadas y poros cirulares uniseriados o multiseriados muy característicos. En la zona medular de las secciones de tallo se observaron células cortas tenuemente engrosadas y se advierte la ausencia de canales resiníferos similares a araucarias actuales.
Aunque todas las porciones de tronco conservadas aparecen seccionadas y ninguna conserva su tramo final debido al proceso de transporte fluvial que sufrieron post mortem las proporciones que tuvieron estos vegetales en vida han podido ser calculadas en unos 60 metros mediante el método de Niklas, extrapolando el grosor de las especies conocidas y utilizando los 1 a 3 metros de los fustes de A. arizonicum de mayor tamaño. 
Las ramificaciones laterales observadas en los especímenes mejor conservados indican un crecimiento monopodial con ángulos de emergencia de entre 30° y 40° respecto al eje principal y un diámetro en la base de 20 centímetros en el mejor de los casos. Se advierte que no se observa el crecimiento de las ramas laterales en verticilos como presentan las actuales araucarias y que se ha utilizado en diversas reconstrucciones basadas en ellas. El sistema radicular que se ha asociado a esta especie, aunque nunca se ha identificado in situ, parece haber estado formado por una raíz principal de 50 centímetros y alrededor de 6 raíces secundarias. No se han encontrado estructuras reproductoras ni hojas en ninguno de los fósiles de la especie.

## Taxonomía

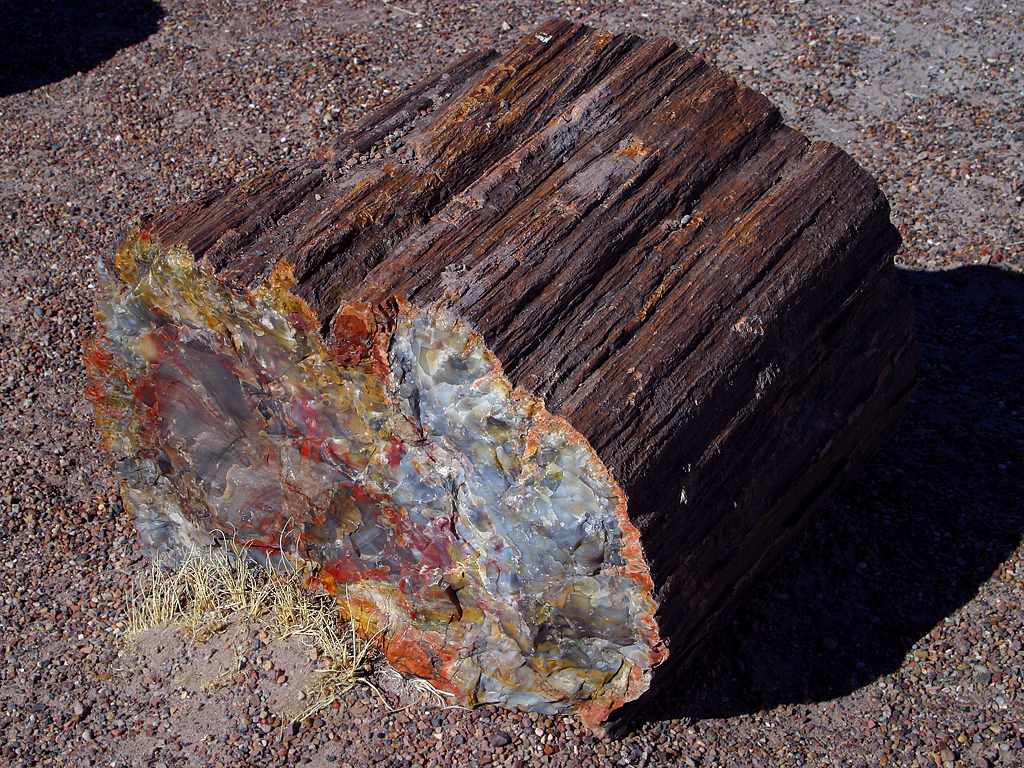
Araucarioxylon arizonicum petrificado.

La validez del género Araucarioxylon ha sido cuestionada debido a que el término fue utilizado como morfotipo para todos los troncos fosilizados conocidos en la región de origen de estos restos. De hecho los tres especímenes utilizados originalmente para la descripción de  A. arizonicum  mostraban características morfológicas tan diferentes entre sí que modernos estudios han determinado que correspondían a tres especies diferentes, reclasificadas tentativamente como Pullisilvaxylon arizonicum, Pullisilvaxylon daughertii y  Chinleoxylon knowltonii. La variedad de especies de gimnospermas presentes en los bosques del Triásico es aún desconocida y muchos de los restos asignados a Araucarioxylon pueden corresponder, además de a las tres especies nombradas, a Silicisilvaxylon imprimicrystallus, Crystalloxylon imprimicrystallus, Arboramosa semicircumtrachea, Protocupressinoxylon arizonica o Ginkgoxylpropinquus hewardii quedando el género Araucarioxylon en duda.